# Ensis
Ensis és un gènere de mol·luscs bivalves de la família Pharidae. Viuen al litoral en fons sorrencs i fangosos. En cas de sentir-se amenaçats es poden enterrar molt ràpidament per protegir-se. Són comestibles; el gènere Ensis pertany al grup de mariscs coneguts popularment amb el nom de navalles, ganivets o canyuts.

## Taxonomia
El gènere Ensis inclou13 espècies:
- Ensis californicus Dall, 1899
- Ensis ensis (Linnaeus, 1758)
- Ensis goreensis (Clessin, 1888)
- Ensis leei M. Huber, 2015
- Ensis macha (Molina, 1782)
- Ensis magnus Schumacher, 1817
- Ensis megistus Pilsbry & McGinty, 1943
- Ensis minor (Chenu, 1843) –
- Ensis myrae Berry, 1954
- Ensis nitidus (Clessin, 1888)
- Ensis siliqua (Linnaeus, 1758) – navalla recta o canyut
- Ensis terranovensis Vierna & Martínez-Lage, 2012
- Ensis tropicalis Hertlein & Strong, 1955